# Botella tras botella
"Botella tras botella"  es una canción del rapero mexicano Gera MX en colaboración con el cantante regional mexicano Christian Nodal, se lanzó 23 de abril del 2021 a través de Virgin Music México, subsello de Universal Music México. La canción fue un fenómeno y se viralizo en sitios como Tik Tok y Twitch. La canción tiene mezclas del country y el hip hop.
"Botella tras botella" se convirtió en la primera canción en la historia de la música regional mexicana en entrar al Billboard Hot 100, debutando en la posición número 60.

## Recibimiento comercial
Desde su lanzamiento, el sencillo rompió algunos récords. Logró ser la primera canción de artistas mexicanos en entrar a la lista Billboard Hot 100 en 7 años desde Marco Antonio Solis en el 2014, debutando en el puesto 60, uniéndose ambos a Thalía, Paulina Rubio, Cristian Castro, Marco Antonio Solís y RBD como los únicos artistas mexicanos en entrar a la lista Hot 100 en la historia. Además de ser la primera canción de regional mexicano en entrar a esa lista.
Sumando también su entrada al Billboard Global 200, lista en la que Nodal ya había logrado entrar con «Dime Cómo Quieres», que había convertido a Nodal y Ángela Aguilar como los primeros actos mexicanos en lograr entrar a la lista Global 200, Botella tras botella debutó directamente en el Top 10, ubicándose en el puesto 9, haciéndolos los primeros mexicanos en entrar a los 10 primeros lugares de la lista mundial, hasta la fecha, los únicos cantantes mexicanos que han logrado entrar la lista, son Gera MX, Nodal, Ángela Aguilar y Danna Paola.
El sencillo también debutó en el puesto 3 Hot Latin Songs, lo que le valió a Gera MX su primera aparición en las listas y la 15.ª aparición en la carrera de Nodal, además de su mejor posición en dicha lista, superando su canción de 2017 "Adiós Amor".

## Posicionamiento en listas
| Listas (2021)                      | Posición |
| ---------------------------------- | -------- |
| Costa Rica (Monitor Latino)        | 5        |
| El Salvador (Monitor Latino)       | 11       |
| Guatemala (Monitor Latino)         | 1        |
| Estados Unidos (Billboard Hot 100) | 60       |
| Estados Unidos (Hot Latin Songs)   | 3        |
| México (Top Streaming Semanal)     | 1        |
| (Billboard Global 200)             | 9        |
| Nicaragua (Monitor Latino)         | 2        |

## Certificaciones
| Región                | Certificación        | Ventas  |
| --------------------- | -------------------- | ------- |
| México (AMPROFON)     | Diamante+Platino+Oro | 910,000 |
| Estados Unidos (RIAA) | 7x Platino (Latin)   | 420,000 |